# Cantone di Portet-sur-Garonne
Il Cantone di Portet-sur-Garonne è una divisione amministrativa dell'Arrondissement di Muret.
A seguito della riforma approvata con decreto del 13 febbraio 2014, che ha avuto attuazione dopo le elezioni dipartimentali del 2015, è passato da 10 a 12 comuni.

## Composizione
I 10 comuni facenti parte prima della riforma del 2014 erano:
- Eaunes
- Labarthe-sur-Lèze
- Lagardelle-sur-Lèze
- Pinsaguel
- Pins-Justaret
- Portet-sur-Garonne
- Roques
- Roquettes
- Saubens
- Villate

Dal 2015 i comuni appartenenti al cantone sono i seguenti 12:
- Eaunes
- Labarthe-sur-Lèze
- Lagardelle-sur-Lèze
- Pinsaguel
- Pins-Justaret
- Portet-sur-Garonne
- Roques
- Roquettes
- Saubens
- Venerque
- Vernet
- Villate